# Rougeotia aethiopica
Rougeotia aethiopica là một loài bướm đêm trong họ Noctuidae.